# Crissy Moran
Christina (Crissy) Moran (narozena 22. prosince 1975, Jacksonville, Florida, USA) je bývalá americká pornoherečka. V současnosti se snaží mladým ženám pomáhat ven z pornoprůmyslu.

## Životopis
Christina Moran je anglického, irského a polynéského původu. Původně pocházela z křesťanské rodiny a její otec (který byl pastorem) jí vštěpoval, že má zůstat pannou až do manželství. Z jejího otce se stal alkoholik a s matkou se rozvedli. Crissy dle svých slov prožívala různá traumata, sexuální obtěžování, trpěla depresemi, panickými záchvaty a byla též přinucena podstoupit interrupci.
Její kariéra v oblasti pornografie začala v roce 1999 fotkami na internetu či v časopisech (např. Hustler). Poté založila vlastní webové stránky a nakonec účinkovala ve více než 30 pornofilmech.

### Opuštění pornoprůmyslu a návrat ke křesťanství
6. října 2006 Christina na svém Myspace blogu oznámila, že se stala křesťankou a opouští pornoprůmysl. Ačkoliv se Crissy dle svých slov během svého života modlila, křesťankou se opět stala až po setkání s kamarádem svého přítele, který jí oslovil.
Nyní Christina vede svůj blog, kde propaguje křesťanství a další svoje aktivity. Zároveň se snaží odstraňovat pornografický obsah spojený se svou osobou na internetových stránkách. Její popularita, jako jedné z nejžádanějších pornohvězd, však přesto pokračuje.
V květnu 2008 Crissy začala natáčet krátký film Oversold, v kterém hraje hlavní roli. Jedná se o moderní adaptaci starozákonního příběhu proroka Ozeáše, který se na popud Boha bere za manželku nevěstku. Oversold je v podstatě stejný příběh, jen vložený do kontextu dnešní doby. V tomto případě jde o pastora, který si bere striptérku z Las Vegas. Produkci filmu obstarává firma sumoJACK productions.